# Strata Florida
Strata Florida (wal. Ystrad Fflur) – dawne opactwo cysterskie, znajdujące się w hrabstwie Ceredigion w Walii. Zostało założone w 1164 roku. Obecnie w ruinie, pod opieką agencji Cadw. Nazwa oznacza po łacinie "dolina kwiatów".
Ruiny opactwa znajdują się pomiędzy rzekami Teifi i Glasffrwd, w dolinie na zachodnich zboczach Gór Kambryjskich. Na zachód znajduje się wieś Pontrhydfendigaid, a na południe miasto Tregaron.
Opactwo zostało założone w 1164 roku, kiedy normański rycerz Roberta Fitzstephena z rodu de Clare nadał ziemie cystersom z Whitland. Rok potem Normanowie zostali wyparci z tych terenów przez Rhysa ap Gruffydda, który stał się patronem opactwa. Znajdowało się ono początkowo nad brzegiem potoku Fflur; w 1184 roku zostało przeniesione na obecną lokalizację. Poświęcenie kościoła na terenie Strata Florida nastąpiło w 1201 roku.
Szczyt świetności opactwa przypada na XII i XIII wiek, kiedy stanowiło ono duchowe centrum regionu. W drugiej połowie XIII wieku zaczęło jednak podupadać, a także kilkukrotnie było niszczone i plądrowane w związku z konfliktem pomiędzy królami Anglii a walijskimi książętami. W 1539 opactwo zostało zlikwidowane, wraz z wieloma innymi w kraju, a ziemia przypadła sir Richardowi Devereux. Od tamtej pory popadało w ruinę. 
Ponowne odkrycie opactwa nastąpiło podczas prac kolejowych w XIX wieku, kiedy to Stephen Williams, członek Cambrian Archaeological Association, rozpoczął odkopywanie ruin. Szybko stały się one atrakcją turystyczną, a na linii z Carmarthen do Aberystwyth znajdował się przystanek kolejowy "Strata Florida" (zamknięty w 1965 roku).

## Galeria

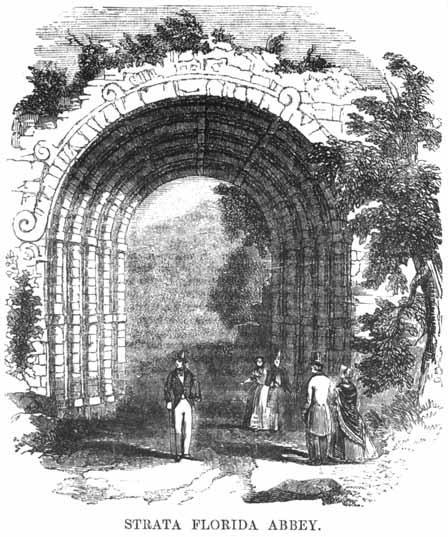
Ilustracja ruin Strata Florida z Illustrated London Reading Book z 1851 roku
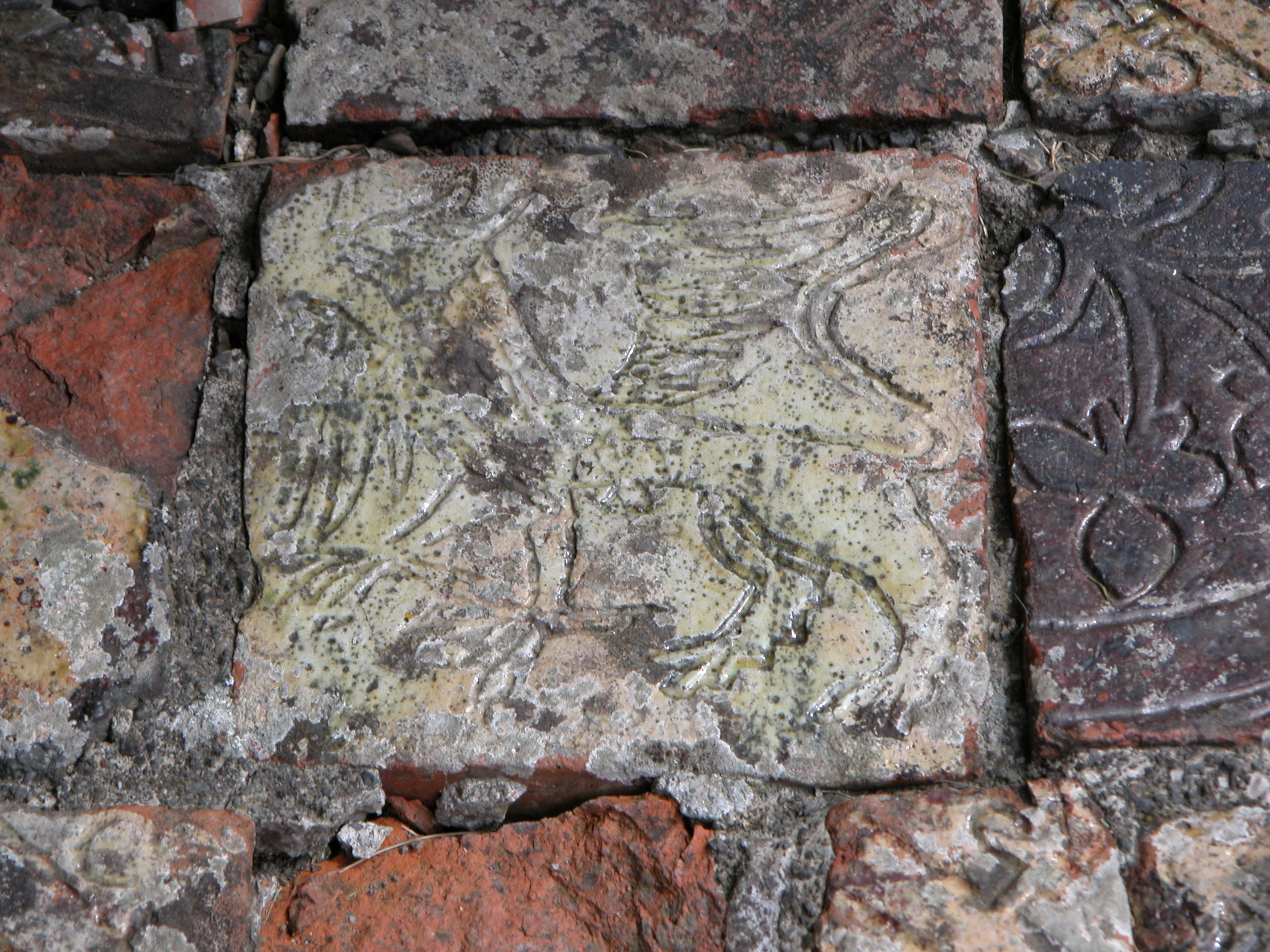
Średniowieczny kafelek podłogowy wydobyty podczas prac archeologicznych w opactwie
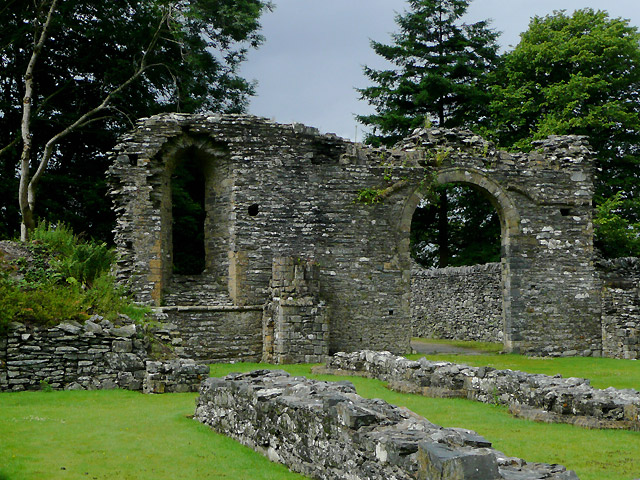
Pozostałości opactwa